# アフロの変
『アフロの変』（あふろのへん）は、フジテレビで2014年10月17日（10月16日深夜）から2016年4月1日（3月31日深夜）まで放送されていたバラエティ番組である。
2016年6月24日（6月23日深夜）に復活スペシャルが放送された。

## 概要
様々なジャンルのトップクリエイターが今ひっかかっている“変なモノ”を紹介する。コンセプトはカルチャーを点ではなく線で考える。

## 出演者
レギュラー
- レキシ（池田貴史）
- 大谷ノブ彦（ダイノジ）
- 岡井千聖
アシスタントMCとして不定期出演。後半から番組内『コンテンツを より楽しくしよう』を担当（前半はフジテレビ女子アナが担当していた）。
- 吉田尚記
ゲスト（変な人）としては最多出演。

## スタッフ
- 制作：フジテレビ　コンテンツ事業局、総合開発局
- 構成：カツオ、林田晋一
- ナレーション：竹内友佳、戸部洋子
- リサーチ：川口夢斗、鈴木悟史
- TP：橋本雄司
- CAM：佐藤厚誠
- VE：水野博道
- AUD：目野智子、江川祐
- LT：安藤雄郎（fmt）、楢橋秀満（fmt）
- 音響効果：田村智之（クジラノイズ）
- TK：岸田純子、前場莉奈
- 編集：田口智樹
- MA：宝積伸示、土屋信
- 技術協力：ニューテレス、imagica
- 美術協力：フジアール
- 編成：藤井修、村上正成
- 広報：川本洋平
- コンテンツデザイン：阪本隆太、柳田麻衣
- AP：大野もも、西村拓也、入江将也
- キャスティング協力：柳橋弘紀
- CG：前川陽介（movs.）
- ディレクター：地濃愛、佐久間隆太、藤原将人、原愼吾、武田雄一
- 演出：谷中憲
- プロデューサー：上原敏明、高橋研
- チーフプロデューサー：五十嵐剛、下川猛
- 制作協力：U-FIELD
- 制作著作：フジテレビ